# Gemaal Abraham Kroes
Het gemaal Abraham Kroes is gelegen aan de Schielands Hoge Zeedijk-West aan de Hollandsche IJssel bij Moordrecht. Het bouwwerk is gerealiseerd in de periode 1968-1971 naar ontwerp van J.v.d. Boogaard en J. de Haan en vernoemd naar Abraham Kroes (van 1932-1944 heemraad, en tot 1967 dijkgraaf van de Zuidplaspolder). Het gemaal is eigendom van Hoogheemraadschap van Schieland en de Krimpenerwaard.
Het gemaal is voorzien van vier schroefcentrifugaalpompen met betonnen slakkenhuizen. Uniek is dat polder-en boezembemaling in één complex zijn verenigd.